# Kentaro Hayashi
Kentaro Hayashi (林 健太郎, Hayashi Kentaro, Machida, 29 augustus 1972) is een Japans voormalig voetballer die als middenvelder speelde.

## Carrière
Kentaro Hayashi speelde tussen 1995 en 2009 voor Tokyo Verdy, Vissel Kobe en Ventforet Kofu.

## Japans voetbalelftal
Kentaro Hayashi debuteerde in 1995 in het Japans nationaal elftal en speelde twee interlands.

## Statistieken
| Japans voetbalelftal | Japans voetbalelftal | Japans voetbalelftal |
| Jaar                 | Wed.                 | Dlp.                 |
| -------------------- | -------------------- | -------------------- |
| 1995                 | 2                    | 0                    |
| Totaal               | 2                    | 0                    |